# Valérie Plante
Valérie Plante (Rouyn-Noranda, Quebec, Canadà, 14 de juny de 1974), és l'alcaldessa de la ciutat de Mont-real (Quebec, Canadà) des del 2017. És així mateix la líder del partit Projet Montréal.

## Biografia
Nascuda a la localitat quebequesa de Rouyn-Noranda, durant la seva adolescència, va passar un any Ontario aprenent anglès. A 1994 es va traslladar per a Mont-real per estudiar a la universitat i es va graduar en Antropologia el 1997 i en Musicologia a 2001. Posteriorment, va treballar en diverses ONGs.
En les eleccions municipals de Mont-real del 2013 va ser elegida regidora pel partit Projet Mont-réal, actuant com a líder de l'oposició fins a desembre de 2016. En 2017 es va presentar com a cap de llista del seu partit a les eleccions municipals i va resultar elegida alcaldessa de Mont-real el 5 de novembre. Plante es va convertir així en la primera dona a ocupar l'alcaldia d'aquesta ciutat.